# Sierra de Juárez (Baja California)
Die Sierra de Juárez ist ein mexikanisches Gebirge im Norden des Landes. Das Gebirge, das sich in Nord-Süd-Richtung erstreckt, hat eine Fläche von ca. 1700 km² und erhebt sich an seiner höchsten Stelle auf 1794 m.

## Geographie
Die Sierra de Juárez ist Teil der Peninsular Ranges, einer sich über 1500 km hinziehenden Gebirgskette an der amerikanischen Pazifikküste, die sich von Südkalifornien in den USA bis zur Südspitze der Halbinsel Baja California in Mexiko erstreckt. Die Sierra de Juárez liegt dabei im Norden des mexikanischen, nach der Halbinsel benannten Bundesstaates Baja California. Im Norden reicht sie bis an die Grenze zu den USA, hinter der die Laguna Mountains beginnen, im Süden geht sie in die Sierra de San Pedro Mártir über. Östlich des Gebirgszugs erstreckt sich die Sonora-Wüste. Höchste Erhebung der Sierra de Juárez ist der Cerro Torre Blanco mit 1794 m.

## Klima
Die Niederschlagsmenge in den Bergketten Sierra Juarez und Sierra de San Pedro Mártir ist mit 40–70 cm im Jahr die höchste in Baja California.

## Flora und Fauna
In den höheren Höhenlagen der Sierra de Juárez, etwa 70 km östlich von Ensenada, erstreckt sich der Nationalpark Constitución de 1857. Der 1962 gegründete, etwa 5000 ha große Park ist nach der Bundesverfassung der Vereinigten Staaten von Mexiko von 1857 benannt.
Vorkommende Tierarten
Dickhornschaf, Maultierhirsch, Nordamerikanisches Katzenfrett, Puma, Rotluchs, Steinadler, Weißkopfseeadler
Vorkommende Pflanzenarten
Einblättrige Kiefer, Gelb-Kiefer, Jeffrey-Kiefer, Mexikanische Nusskiefer, Pinus quadrifolia, Wacholder
Die Laguna de Hanson, ein See innerhalb des Nationalparks, wurde 2010 zu einem geschützten Feuchtgebiet im Rahmen der Ramsar-Konvention ernannt.